# Santiago Arias
Santiago Arias Naranjo (Medellín, 13 januari 1992) is een Colombiaans profvoetballer die doorgaans als rechtsachter speelt. Hij tekende in juli 2018 een contract tot medio 2023 bij Atlético Madrid, dat circa €11.000.000,- voor hem betaalde aan PSV. In september 2020 werd hij voor een jaar verhuurd aan Bayer Leverkusen, met een optie tot koop. Arias debuteerde op 16 oktober 2013 in het Colombiaans voetbalelftal.

## Clubcarrière

### La Equidad
Arias stroomde in 2009 door vanuit de jeugd van La Equidad. Hiervoor speelde hij in de volgende drie seizoenen 27 wedstrijden in de Categoría Primera A. Het sportieve hoogtepunt in die tijd was een vierde plaats in de Apertura van 2010.

### Sporting Lissabon
Arias verruilde La Equidad in juli 2011 voor Sporting Lissabon, de nummer drie van Portugal in het voorgaande seizoen. Hiervoor speelde hij in zijn eerste jaar zes wedstrijden in de Primeira Liga. Zijn tweede seizoen in Portugal werkte hij vrijwel volledig af in het tweede elftal, waarmee hij dat jaar vierde werd in de Segunda Liga. In het eerste elftal kregen Cédric Soares en Miguel Lopes doorgaans de voorkeur boven de Colombiaan.

### PSV
Sporting Lissabon kwam op 13 juli 2013 tot overeenstemming met PSV over een overgang van zowel Arias als Stijn Schaars naar de Eindhovense club. PSV betaalde ruim €1.500.000,- voor het tweetal samen. Arias tekende een contract voor vier seizoenen. Sporting Lissabon liet bij de overgang een clausule opnemen in het contract, waarin werd gesteld dat de club in de toekomst voorrang zou krijgen als het een bod op Arias zou evenaren.
Arias ging bij PSV de concurrentie voor zijn positie aan met de twee jaar jongere Joshua Brenet, die uit de jeugdopleiding van de club doorschoof. Hij maakte op 3 augustus 2013 in de eerste competitiewedstrijd van het seizoen 2013/14 zijn debuut voor PSV, tegen ADO Den Haag. Arias werd door trainer Phillip Cocu als rechtsback opgesteld en speelde de volledige wedstrijd. Begin augustus speelde Arias in de twee gewonnen wedstrijden tegen Zulte Waregem in de derde voorronde van de Champions League. AC Milan voorkwam een ronde later dat de Eindhovense club zich plaatste voor het hoofdtoernooi. Daardoor debuteerde hij datzelfde seizoen in de Europa League met de Eindhovense club. Arias maakte op 8 februari 2014 zijn eerste officiële doelpunt in het shirt van PSV, in een met 3–2 gewonnen wedstrijd tegen FC Twente. Zijn tweede goal voor PSV was de openingstreffer tegen Go Ahead Eagles (5–0).
Nadat Arias in zijn beginfase bij PSV voor zijn positie moest concurreren met Brenet, ontwikkelde hij zich er gaandeweg het seizoen 2013/14 tot basisspeler. Dat bleef hij ook gedurende 2014/15 en 2015/16. In februari 2015 werd zijn contract opengebroken en verlengd tot medio 2019. Arias vierde op 18 april 2015 het behalen van zijn eerste landskampioenschap met PSV, met zeventien punten voorsprong op nummer twee Ajax. Als gevolg hiervan maakte hij op 15 september 2015 zijn debuut in het hoofdtoernooi van de Champions League. Die dag won hij met PSV thuis met 2-1 van Manchester United. Arias werd op 8 mei 2016 voor de tweede keer op rij landskampioen met PSV. De club begon deze keer aan de laatste speelronde van het seizoen met evenveel punten als Ajax, maar met een doelsaldo dat zes doelpunten minder was. PSV won die dag vervolgens met 1-3 uit bij PEC Zwolle, terwijl Ajax uit bij De Graafschap met 1-1 gelijkspeelde.
Arias maakte op 1 november 2016 voor het eerst in zijn carrière een doelpunt in een Europees toernooi. Die dag kopte hij PSV op 1–0 in een met 1–2 verloren groepswedstrijd in de UEFA Champions League, thuis tegen FC Bayern München.

### Atlético Madrid
Arias tekende in juli 2018 een contract tot medio 2023 bij Atlético Madrid, de nummer twee van de Primera División in het voorgaande seizoen. Dat betaalde circa €11.000.000,- voor hem aan PSV. Hij won een maand later met Atlético de UEFA Super Cup 2018, zonder die wedstrijd zelf van de bank te komen. Zijn debuut voor de Spaanse club volgde op 1 september 2019. Hij viel toen in de 68e minuut in voor José María Giménez in een met 2–0 verloren competitiewedstrijd uit bij Celta de Vigo. Op 3 oktober 2018 speelde Arias zijn eerste internationale wedstrijd voor Atlético Madrid. Hij startte die dag in de basiself tegen Club Brugge. Op 19 januari 2019 scoorde hij voor eerst voor Atlético Madrid, in de competitiewedstrijd tegen SD Huesca (0–3). In de zomer van 2019 vertrok Juanfran bij de club, maar kreeg Arias Kieran Trippier en Šime Vrsaljko erbij als concurrenten.

#### Verhuur aan Bayer Leverkusen
Op 24 september 2020 werd bekendgemaakt dat Arias voor één seizoen werd verhuurd door Atlético Madrid aan Bayer Leverkusen, dat een optie tot koop wist te bemachtigen.

## Clubstatistieken
| Seizoen         | Club               | Competitie                    | Competitie | Competitie | Beker | Beker | Internationaal | Internationaal | Overig | Overig | Totaal | Totaal |
| Seizoen         | Club               | Competitie                    | Wed.       | Dlp.       | Wed.  | Dlp.  | Wed.           | Dlp.           | Wed.   | Dlp.   | Wed.   | Dlp.   |
| --------------- | ------------------ | ----------------------------- | ---------- | ---------- | ----- | ----- | -------------- | -------------- | ------ | ------ | ------ | ------ |
| 2009            | La Equidad         | Categoría Primera A           | 13         | 0          | 0     | 0     | 0              | 0              | 0      | 0      | 13     | 0      |
| 2010            | La Equidad         | Categoría Primera A           | 7          | 0          | 0     | 0     | 0              | 0              | 0      | 0      | 7      | 0      |
| 2011            | La Equidad         | Categoría Primera A           | 7          | 0          | 0     | 0     | 0              | 0              | 0      | 0      | 7      | 0      |
| Club totaal     | Club totaal        | Club totaal                   | 27         | 0          | 0     | 0     | 0              | 0              | 0      | 0      | 27     | 0      |
| 2011/12         | Sporting CP        | Primeira Liga                 | 6          | 0          | 2     | 0     | 0              | 0              | 0      | 0      | 8      | 0      |
| 2012/13         | Sporting CP        | Primeira Liga                 | 1          | 0          | 0     | 0     | 0              | 0              | 0      | 0      | 1      | 0      |
| Club totaal     | Club totaal        | Club totaal                   | 7          | 0          | 2     | 0     | 0              | 0              | 0      | 0      | 9      | 0      |
| 2013/14         | PSV                | Eredivisie                    | 25         | 1          | 1     | 0     | 6              | 0              | 0      | 0      | 32     | 1      |
| 2014/15         | PSV                | Eredivisie                    | 21         | 1          | 3     | 0     | 5              | 0              | 0      | 0      | 29     | 1      |
| 2015/16         | PSV                | Eredivisie                    | 32         | 3          | 3     | 0     | 6              | 0              | 1      | 0      | 42     | 3      |
| 2016/17         | PSV                | Eredivisie                    | 28         | 1          | 2     | 0     | 4              | 1              | 0      | 0      | 34     | 2      |
| 2017/18         | PSV                | Eredivisie                    | 30         | 3          | 3     | 0     | 2              | 0              | 0      | 0      | 35     | 3      |
| Club totaal     | Club totaal        | Club totaal                   | 136        | 9          | 12    | 0     | 23             | 1              | 1      | 0      | 172    | 10     |
| 2018/19         | Atlético Madrid    | Primera División              | 25         | 1          | 4     | 0     | 4              | 0              | 0      | 0      | 33     | 1      |
| 2019/20         | Atlético Madrid    | Primera División              | 14         | 0          | 1     | 0     | 2              | 0              | 1      | 0      | 18     | 0      |
| Club totaal     | Club totaal        | Club totaal                   | 39         | 1          | 5     | 0     | 6              | 0              | 1      | 0      | 51     | 1      |
| 2020/21         | → Bayer Leverkusen | Bundesliga                    | 1          | 0          | 0     | 0     | 0              | 0              | 0      | 0      | 1      | 0      |
| Club totaal     | Club totaal        | Club totaal                   | 1          | 0          | 0     | 0     | 0              | 0              | 0      | 0      | 1      | 0      |
| 2021/22         | Granada CF         | Primera División              | 12         | 1          | 2     | 0     | 0              | 0              | 0      | 0      | 14     | 1      |
| 2022/23         | FC Cincinnati      | Major League Soccer           | 27         | 2          | 3     | 1     | 0              | 0              | 2      | 0      | 32     | 3      |
| 2024            | EC Bahia           | Campeonato Brasileiro Série A | 23         | 0          | 12    | 1     | 0              | 0              | 1      | 0      | 36     | 1      |
| 2025            | EC Bahia           | Campeonato Brasileiro Série A | 0          | 0          | 0     | 0     | 0              | 0              | 1      | 0      | 1      | 0      |
| Carrière totaal | Carrière totaal    | Carrière totaal               | 272        | 13         | 36    | 2     | 29             | 1              | 6      | 0      | 343    | 16     |

Bijgewerkt op 13 februari 2025.

## Interlandcarrière
Arias eindigde met Colombia –17 als vierde op het wereldkampioenschap voetbal onder 17 in 2009. Hij speelde elke wedstrijd mee, behalve de troostfinale. Hij maakte eveneens deel uit van de Colombiaanse selectie die in 2011 deelnam aan het wereldkampioenschap voetbal onder 20 in eigen land. Daar verloor de ploeg van bondscoach Eduardo Lara in de kwartfinale van de latere nummer drie Mexico (3–1). Op 16 oktober 2013 debuteerde Arias in het Colombiaans voetbalelftal, in een WK-kwalificatiewedstrijd tegen Paraguay. Arias speelde de volledige wedstrijd, die Colombia met 1–2 won. In mei 2014 werd hij door bondscoach José Pékerman opgenomen in de selectie voor het wereldkampioenschap voetbal in Brazilië. Clubgenoten Georginio Wijnaldum en Memphis Depay (Nederland) en Bryan Ruiz (Costa Rica) waren ook actief op het toernooi. Driemaal kwam hij op het WK in actie, in uitsluitend groepswedstrijden. Arias maakte tijdens de editie 2015 voor het eerst deel uit van de Colombiaanse selectie voor de Copa América, waarop hij twee wedstrijden speelde. Een jaar later behoorde hij ook tot het Colombiaanse team op de Copa América 2016. Hierop werden zijn landgenoten en hij derde.
Arias maakte in 2018 eveneens deel uit van de Colombiaanse WK-selectie, die zich dankzij de vierde plaats in de CONMEBOL-kwalificatiezone rechtstreeks had geplaatst voor het WK 2018 in Rusland. Daar begon Colombia met een nederlaag tegen Japan (1–2), waarna de ploeg in de resterende twee groepswedstrijden te sterk was voor Polen (3–0) en Senegal (1–0). In de achtste finales werden de Colombianen na strafschoppen uitgeschakeld door Engeland (3–4), nadat beide teams in de reguliere speeltijd waren bleven steken op 1–1. Arias kwam in alle vier duels in actie voor Colombia. De nieuwe bondscoach Carlos Queiroz nam Arias een jaar later mee naar de Copa América 2019.

## Erelijst
| Competitie           | Aantal | Jaren                     |     |     |
| PSV                  | PSV    | PSV                       | PSV | PSV |
| -------------------- | ------ | ------------------------- | --- | --- |
| Eredivisie           | 3x     | 2014/15, 2015/16, 2017/18 |     |     |
| Johan Cruijff Schaal | 2x     | 2015, 2016                |     |     |
| Atlético Madrid      |        |                           |     |     |
| UEFA Super Cup       | 1x     | 2018                      |     |     |

| Competitie            | Winnaar  | Winnaar  | Runner-up | Runner-up | Derde    | Derde    |
| Competitie            | Aantal   | Jaren    | Aantal    | Jaren     | Aantal   | Jaren    |
| Colombia              | Colombia | Colombia | Colombia  | Colombia  | Colombia | Colombia |
| --------------------- | -------- | -------- | --------- | --------- | -------- | -------- |
| CONMEBOL Copa América |          |          |           |           | 1x       | 2016     |